# Samsung Galaxy Young 2
Samsung Galaxy Young 2 je smartphone nižší třídy od společnosti Samsung, který byl vydán v červnu 2014. Stejně jako všechny ostatní smarphony řady Samsung Galaxy, Galaxy Young používá jako operační systém Android. Má 3,5 palcový TFT LCD dotykový displej a možnost Dual SIM. Telefon je mnohými uživateli díky svým základním možnostem považován jako vhodný první smartphone pro děti a teenagery.
Mobilní telefon má jednojádrový procesor s frekvencí 1 GHz a 512 MB paměti RAM.